# Poudlard : Le Guide pas complet et pas fiable du tout
Poudlard : Le Guide pas complet et pas fiable du tout (titre original : Hogwarts: An Incomplete and Unreliable Guide) est un livre numérique écrit par J. K. Rowling et paru le 6 septembre 2016 à la fois en anglais et en français. 
Le livre contient des informations supplémentaires de J. K. Rowling concernant quelques éléments liés à Poudlard, l'école de la saga Harry Potter. Le contenu était déjà paru auparavant sur le site Pottermore. 
Sa sortie a eu lieu en même temps que deux autres nouvelles : 
- Nouvelles de Poudlard : Pouvoir, Politique et Esprits frappeurs enquiquinants
- Nouvelles de Poudlard : Héroïsme, Tribulations et Passe-temps dangereux

## Chapitres
1. Se rendre à Poudlard (La gare de King's Cross, La voie 9 3/4, Le Poudlard Express)
2. La cérémonie de la répartition (Le Choixpeau magique, Le chapeauflou)
3. Le château et le parc environnant (La salle commune de Poufsouffle, La carte du Maraudeur, Le lac de Poudlard)
4. Les cours à Poudlard (Les matières étudiées à Poudlard, Le Retourneur de Temps)
5. Les habitants du château (Les fantômes de Poudlard, Les fantômes, La ballade de Nick Quasi-Sans-Tête, Les portraits de Poudlard, Le chevalier du Catogan)
6. Les secrets du château (Le Miroir du Riséd, La Pensine, La pierre philosophale, l'épée de Gryffondor, La Chambre des Secrets)